# Улица Пушкина (Мелитополь)
Улица Пу́шкина (укр. Вулиця Пушкіна) — улица в Мелитополе. Впервые упоминается в марте-августе 1924 года как улица Луначарского. (А. В. Луначарский (1875—1933) — первый нарком просвещения СССР.) Тогда Красная Горка ещё была отдельным от города населённым пунктом. Но 22 мая 1928 года Красногорский посёлок был включён в городскую черту Мелитополя, и, чтобы избежать путаницы с улицей Луначарского в Мелитополе, 17 июня 1929 улица Луначарского на Красной Горке была переименована в честь Пушкина.
Улица начинается у 2-го Силикатного переулка, пересекает улицы Ломоносова, Александра Довженко и далее идёт вдоль Кручи, являясь главной улицей этого района.
По всей длине улица Пушкина застроена частными домами. Также на ней расположены школа № 4 и вечерняя школа № 1. По улице проходит автобусный маршрут № 19.